# Trevor Booker
Trevor Booker (Whitmire, Carolina del Sur, 25 de noviembre de 1987) es un exjugador profesional de baloncesto estadounidense, que jugó durante 8 temporadas en la NBA. Con 2,03 metros de estatura, jugaba en la posición de ala-pívot.

## Trayectoria deportiva

### High School
Booker asistió al Instituto Union en Union, Carolina del Sur. En su año sénior (2005–06), Booker fue nombrado Jugador del Año Gatorade de Carolina del Sur tras promediar 21.9 puntos, 16.4 rebotes y 3.5 asistencias por partido. Booker fue también nombrado jugador del año AAA e incluido en el mejor equipo del estado. Booker abandonó Union como máximo reboteador y taponador de la historia del instituto. En su año júnior firmó 14.7 puntos y 12.9 rebotes por encuentro.

### Universidad
Tras completar su etapa en el instituto, Booker eligió la Universidad de Clemson. En su primera campaña en los Tigers participó como titular en todos los partidos y finalizó subcampeón del National Invitation Tournament de 2007. En sus temporadas sophomore y júnior, Clemson registró sus dos primeras apariciones consecutivas en la NCAA en diez años. En su año júnior, Booker lideró la Atlantic Coast Conference en rebotes (9.7 por partido), porcentaje en tiros de campo (57.1%) y finalizó segundo en rebotes (2.0 por encuentro). Booker fue incluido en el segundo quinteto de la ACC y en el mejor quinteto defensivo en 2009. A nivel nacional fue nombrado USBWA All-District y en el segundo quinteto del All-District por la Asociación Nacional de Entrenadores de Baloncesto. Ya en su año sénior, Booker promedió 15.2 puntos y 8.4 rebotes por partido y formó parte del mejor quinteto de la temporada y defensivo de la conferencia. Finalizó su carrera en Clemson como quinto máximo anotador de la historia de la universidad con 1.725 puntos y tercero con 1.060 rebotes, y se convirtió en el único jugador en la historia de la ACC con 1.500 puntos, 1.000 rebotes, 200 tapones, 200 asistencias y 100 robos de balón.

#### Estadísticas
| Temporada | Equipo         | Partidos | Pts. | Reb. | Asts. | Rob. | Tap. | %TC  | %T3  | %TL  | Min. | Pér. |
| --------- | -------------- | -------- | ---- | ---- | ----- | ---- | ---- | ---- | ---- | ---- | ---- | ---- |
| 2006–07   | Clemson Tigers | 36       | 10.4 | 6.4  | 1.1   | 0.9  | 2.2  | .602 | .000 | .615 | 26.0 | 2.0  |
| 2007–08   | Clemson Tigers | 34       | 11.0 | 7.3  | 1.5   | 0.6  | 1.9  | .555 | .333 | .573 | 26.6 | 2.0  |
| 2008–09   | Clemson Tigers | 32       | 15.3 | 9.7  | 1.7   | 1.5  | 2.0  | .571 | .409 | .707 | 30.7 | 1.8  |
| 2009–10   | Clemson Tigers | 32       | 15.2 | 8.4  | 2.5   | 1.3  | 1.4  | .521 | .265 | .591 | 30.8 | 1.9  |
| Total     | Total          | 134      | 12.9 | 7.9  | 1.7   | 1.1  | 1.9  | .559 | .323 | .623 | 28.4 | 1.9  |

### Profesional

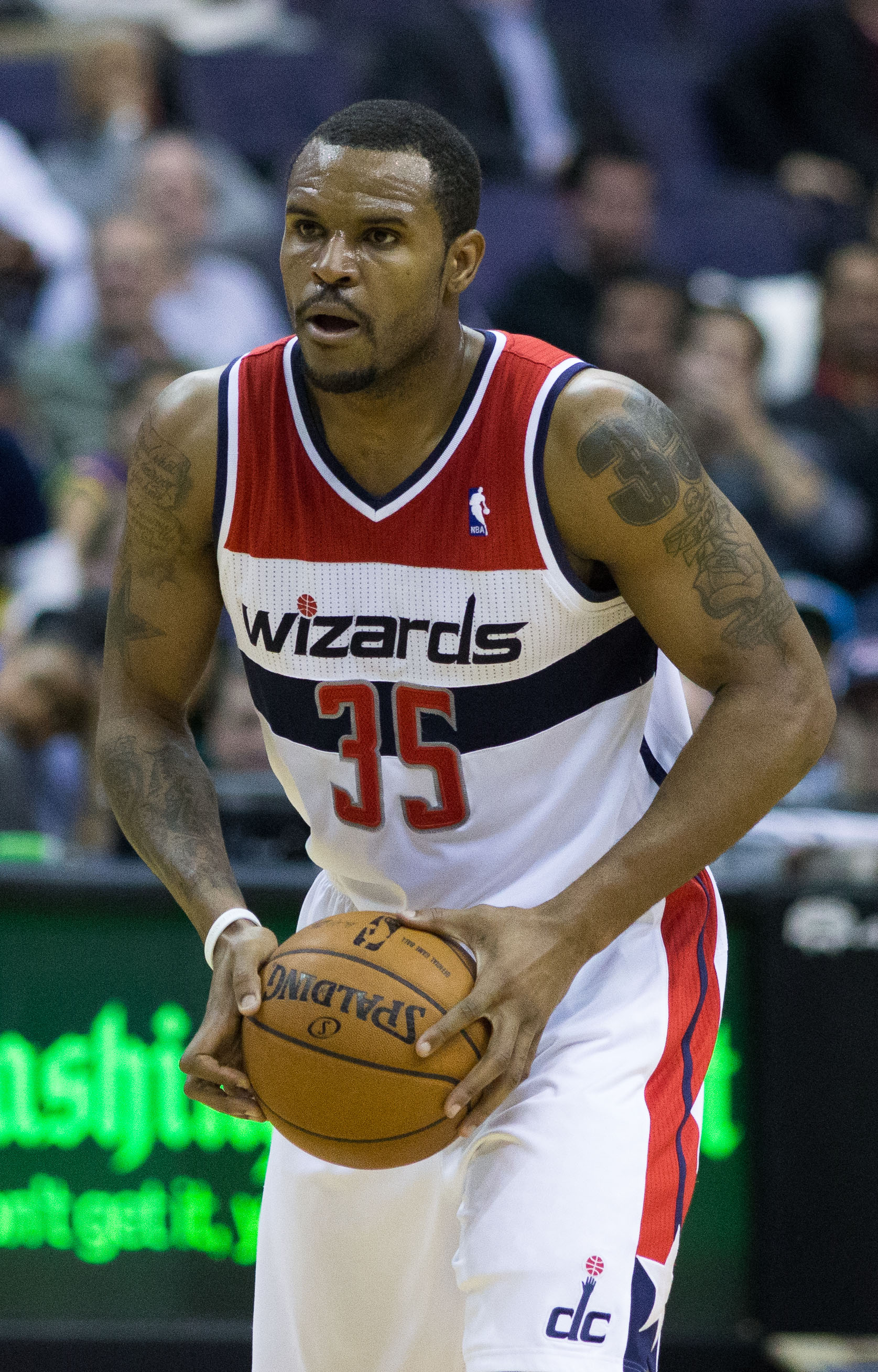
Booker con los Wizards en 2013.

Fue seleccionado por los Minnesota Timberwolves en la 23ª posición del Draft de la NBA de 2010, aunque sus derechos fueron traspasados a Washington Wizards durante la noche del draft.
Tras cuatro años en Washington, en julio de 2014, firmó un acuerdo para jugar con los Utah Jazz, por dos temporadas y 10 millones de dólares.
Después de dos temporadas en Utah, el 8 de julio de 2016 fichó por los Brooklyn Nets.
El 7 de diciembre de 2017 fue traspasado a Philadelphia 76ers a cambio de Jahlil Okafor, Nik Stauskas y una segunda ronda del draft de 2019. Tras 33 encuentros con los el 76ers, el 28 de febrero de 2018 es cortado y, posteriormente, el 3 de marzo de nuevo fichado por Indiana Pacers.
En agosto de 2018, Booker firma un contrato de un año con los Shanxi Brave Dragons de la CBA. Pero el 11 de octubre de ese mismo año, Booker regresa a Estados Unidos para someterse a una cirugía en el pie.
El 15 de abril de 2020, Booker anuncia su retira del baloncesto profesional, tras 8 temporadas en la NBA.

## Estadísticas de su carrera en la NBA

### Temporada regular
| Año     | Equipo       | PJ  | PT  | MPP  | %TC  | %3P  | %TL  | RPP | APP | ROB | TPP | PPP  |
| ------- | ------------ | --- | --- | ---- | ---- | ---- | ---- | --- | --- | --- | --- | ---- |
| 2010-11 | Washington   | 65  | 14  | 16.4 | .549 | .000 | .673 | 3.9 | .5  | .4  | .6  | 5.3  |
| 2011-12 | Washington   | 50  | 32  | 25.2 | .531 | .500 | .602 | 6.5 | .8  | 1.0 | .9  | 8.4  |
| 2012-13 | Washington   | 48  | 14  | 18.5 | .491 | .000 | .556 | 5.0 | .8  | .7  | .3  | 5.3  |
| 2013-14 | Washington   | 72  | 45  | 21.6 | .551 | .000 | .618 | 5.3 | .9  | .6  | .6  | 6.8  |
| 2014-15 | Utah         | 79  | 5   | 19.8 | .487 | .345 | .581 | 5.0 | 1.1 | .5  | .5  | 7.2  |
| 2015-16 | Utah         | 79  | 2   | 20.7 | .490 | .293 | .670 | 5.7 | 1.1 | .7  | .5  | 5.9  |
| 2016-17 | Brooklyn     | 71  | 43  | 24.7 | .515 | .321 | .673 | 8.0 | 1.9 | 1.1 | .4  | 10.0 |
| 2017-18 | Brooklyn     | 18  | 6   | 21.9 | .513 | .250 | .558 | 6.6 | 2.1 | .4  | .3  | 10.1 |
| 2017-18 | Philadelphia | 33  | 0   | 15.0 | .560 | .286 | .821 | 3.7 | .8  | .5  | .3  | 4.7  |
| 2017-18 | Indiana      | 17  | 1   | 15.8 | .464 | .214 | .909 | 4.5 | 1.0 | .2  | .3  | 5.4  |
| Total   | Total        | 532 | 162 | 20.4 | .515 | .305 | .636 | 5.5 | 1.1 | .7  | .5  | 6.9  |

### Playoffs
| Año   | Equipo     | PJ | PT | MPP  | %TC  | %3P  | %TL  | RPP | APP | ROB | TPP | PPP |
| ----- | ---------- | -- | -- | ---- | ---- | ---- | ---- | --- | --- | --- | --- | --- |
| 2014  | Washington | 9  | 1  | 16.2 | .448 | .000 | .667 | 4.3 | .9  | .2  | 1.0 | 3.3 |
| 2018  | Indiana    | 7  | 0  | 9.1  | .600 | .000 | .857 | 2.6 | .0  | .1  | .1  | 2.6 |
| Total | Total      | 16 | 1  | 13.1 | .487 | .000 | .769 | 3.6 | .5  | .2  | .6  | 3.0 |